# Vlag van Tarija

Vlag van Tarija

De vlag van Tarija bestaat uit twee horizontale banen in de kleuren rood (boven) en wit en is samen met het wapen van Tarija een van de officiële symbolen van Tarija, een departement van Bolivia.
Vaak wordt het wapen van Tarija in het midden van de vlag geplaatst, maar soms ook op een egaalrood doek.